# Quebrada Lagunillas
La quebrada Lagunillas es un curso natural intermitente de agua que se extiende de este a oeste en la Región de Coquimbo y desemboca en la laguna Adelaida, a orillas de la bahía Guanaqueros.
No confundir con el río Lagunillas que fluye en la Región de Aysén.

## Trayecto
Nace al oeste de la carretera La Serena-Ovalle y al oeste del poblado El Peñón (Chile) en la confluencia de las quebradas Martínez, Cortadera y Las Cardas y desde allí se dirige al oeste y atraviesa la serranía costera con un profundo corte para llegar hasta los llamados llanos de Lagunillas de la bahía de Guanaqueros en un trayecto de 28 km en total.: 271 

## Historia
Francisco Astaburuaga escribió en 1899 en su obra póstuma Diccionario geográfico de la República de Chile sobre el río:
Lagunillas.-—Paraje de la costa del departamento del Puerto de Coquimbo que se halla como á 18 kilómetros hacia el SO. de su capital, por donde se forman unos pequeños depósitos de agua á la orilla de la playa por el arroyo de una quebrada, que hasta aquí corre desde la serranía oriental. Es un asiento de pescadores.
Luis Risopatrón describe la laguna costera que se forma en su desembocadura:
Adelaida (Laguna) 30° 07’ 71° 24’. Pequeña, en la que se sondan 5 m de agua en el centro, en las crecidas se encuentra cerca del mar, en la desembocadura de la quebrada de Lagunillas. 1, XXX, p. 20 i cartas 7 i 170.